# Electrophrynus
Electrophrynuss is een geslacht van de zweepspinnen (Amblypygi), familie Phrynidae. Het geslacht bestaat uit één fossiele soort.

## Soorten
- Electrophrynus mirus  † - Petrunkevitch, 1971